# Magsjötorp (naturreservat)
Magsjötorp är ett naturreservat i Strängnäs kommun i Södermanlands län.
Området är naturskyddat sedan 2007 och är 54 hektar stort. Reservatet omfattar områden norr om Östra Magsjön samt några öar däri och består av granskog med inslag av lövträd. Det finns även mindre partier av sumpskog och några gamla ekar. 
Området har samma parkeringsplats som naturreservatet Stampmossen längs vägen mot Kalkbro från väg 55 söder om Länna bruk.

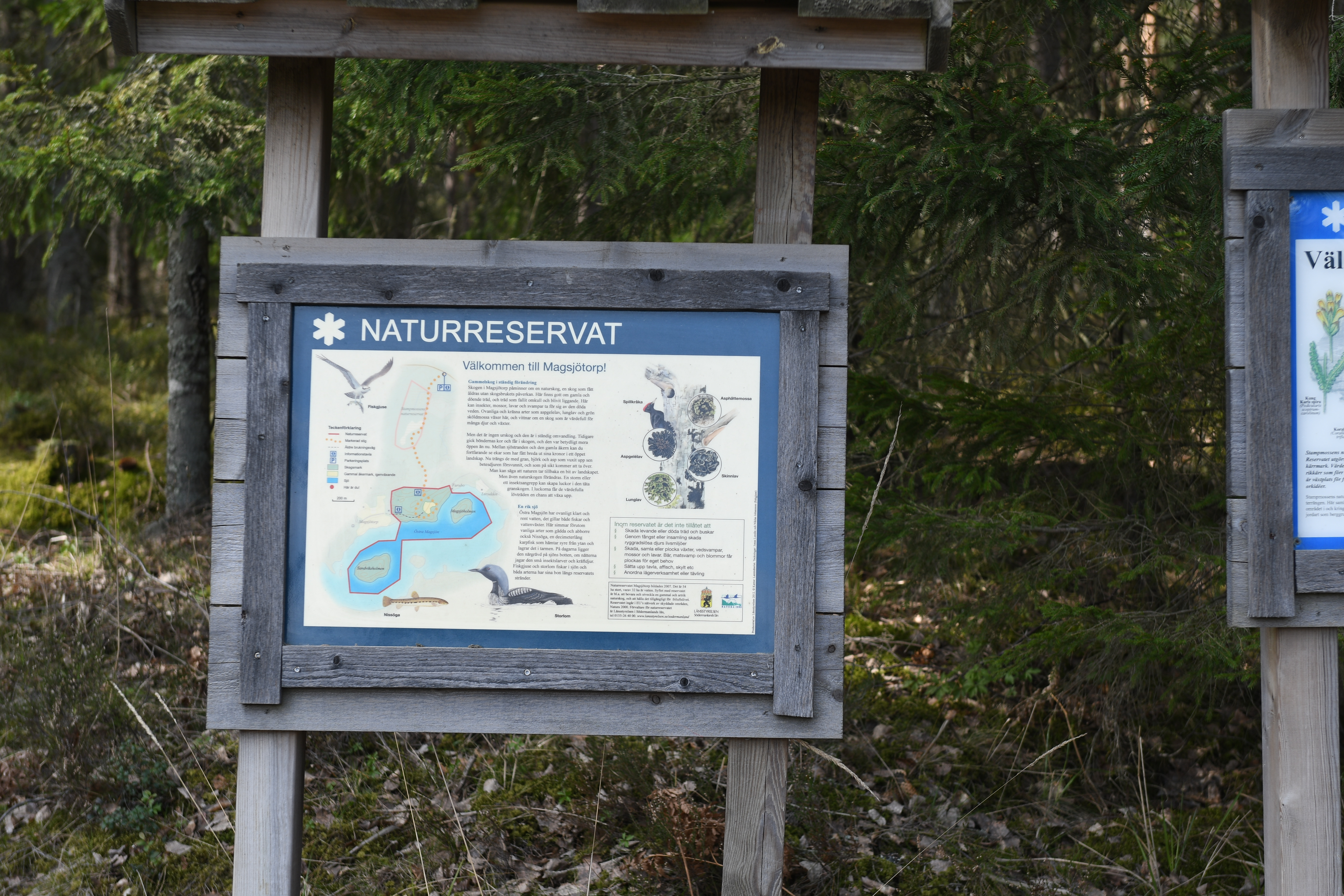
Informationsskylt vid parkeringen.